# سمر مورتيمر
سمر آشلي مورتيمر (بالإنجليزية: Summer Ashley Mortimer؛ مواليد في 22 أبريل 1993) هي سبّاحة بارالمبية كندية–هولندية سابقة، مثّلت كندا، ولاحقًا هولندا في المنافسات الدولية، وهي أيضًا فنانة، وفنانة استعراضية، وشخصية رياضية في قناة سي بي سي سبورتس.
فازت مورتيمر بسبع نهائيات لبطولة العالم لصالح كندا وهولندا، وأربع ميداليات لكندا في أول دورة ألعاب بارالمبية لها في لندن: اثنتان ذهبيتان وواحدة فضية وواحدة برونزية.
نافست مورتيمر في التجارب الأولمبية الكندية عام 2008 كسباحة سليمة، وأعيد تدريبها كسباحة بارعة بعد تعرضها لحادث على الترامبولين. بدأت المنافسة على المستوى الدولي في عام 2010 بتصنيف إس إم 10، حيث سجلت أرقامًا قياسية عالمية في هذه العملية (حطمت أحدها مرة أخرى في التصفيات المؤهلة لدورة الألعاب البارالمبية 2012). بعد أن نافست في ستة أحداث، فازت مورتمير بالميداليات في جميع السباقات الفردية الأربعة. وهي تحمل أرقامًا قياسية عالمية في سباقات السباحة الحرة الطويلة إس 10 لمسافة 50 و100 متر، وفي سباقات السباحة على الظهر لمسافة 50 و100 و200 متر. في عام 2013 تقدمت مورتيمر بطلب الانضمام إلى المنتخب الوطني الهولندي، وأعلنت انتقالها في يونيو 2014. فازت بثلاث ميداليات (اثنتان ذهبيتان وواحدة فضية) في بطولة اللجنة البارالمبية الدولية لعام 2014، وحققت رقمين قياسيين أوروبيين. ولم تشارك في دورة الألعاب الأولمبية الصيفية لعام 2016، مشيرة إلى «أسباب صحية خطيرة».
كانت محللة رياضية للسباحة في دورة الألعاب الأولمبية الصيفية 2020، على قناة سي بي سي، وكذلك دورة الألعاب البارالمبية الصيفية 2020، التي تم بثها على قناة سي بي سي وإيه إم آي-تي في. كما شاركت أيضًا مع سكوت راسل في استضافة دورة الألعاب البارالمبية الشتوية لعام 2022 ودورة الألعاب البارالمبية الصيفية لعام 2024 على نفس القنوات.

## المسيرة الرياضية
بدأت مورتيمر السباحة في سن الثانية؛ والدتها هي المالك المشارك لأكاديمية أوكفيل للسباحة. في سن التاسعة، بدأت السباحة بشكل تنافسي. بصفته عضوًا في نادي هاملتون للرياضات المائية ونادي جولدن هورسشو للرياضات المائية، تنافس مورتيمر في التجارب الأولمبية الكندية لعام 2008 لألعاب بكين.
تم تصنيفها إس إم 10، وهو تصنيف السباحة الأقل إعاقة. فئة إس إم 10 مفتوحة لمن يعانون من «ضعف طفيف في الساقين؛ والسباحين الذين يعانون من تقييد في حركة مفصل الورك؛ والسباحين الذين يعانون من تشوه في القدمين؛ والسباحين الذين بُترت إحدى ساقيهم أسفل الركبة؛ والسباحين الذين فقدوا إحدى يديهم. هذه هي الفئة التي تتمتع بأعلى قدرة بدنية».

### السباحة البارالمبية لكندا
أدت إصابة خطيرة تعرضت لها مورتيمر أثناء مشاركتها في مسابقة الترامبولين إلى تحطيم معظم العظام في قدميها؛ وكانت مصنفة على المستوى الوطني في هذه الرياضة. وعندما بدأت تحاول المشي مرة أخرى، تعلمت السباحة من جديد.
لم تكن مورتيمر تعلم ببثّ بطولة العالم، ففوجئت وأخرجت لسانها أمام الكاميرا. استمرّ هدوءها في الأولمبياد، حيث قالت إنه على الرغم من «بعض الغطرسة الكامنة»، إلا أنها لم تكن تحاول عمدًا توجيه رسالة إلى منافساتها. ترتدي مورتيمر شريطًا مطاطيًا تقطعه عندما تراودها فكرة سلبية؛ «يُشعرني هذا بقسوة شديدة على نفسي»، فهو يُساعدها على إدراك وتيرة تفكيرها السلبي ويُغيّر منظورها الذهني.
باعتبارها سباحة تنافسية سابقة قادرة على السباحة، فهي منزعجة من الفكرة التي يتبناها بعض السباحين القادرين على السباحة بأن السباحة البارالمبية هي «مزحة». «الألعاب البارالمبية أصعب بكثير من الجانب الرياضي للأشخاص الأصحاء. أعرف ذلك من تجربتي الشخصية. إنها أصعب بكثير»؛ قالت مورتيمر إنها تعرف «عددًا كبيرًا من الرياضيين الأصحاء الذين يسخرون باستمرار من الألعاب البارالمبية». إنها تأمل في حدوث تغيير في الموقف، مشيرة إلى مقدار التغيير الذي شهده زميلها الحائز على الميدالية بينوا هيوت منذ دورة الألعاب البارالمبية عام 2000 في سيدني.

#### المنافسة على المستوى العالمي
في بطولة العالم للسباحة التابعة للجنة البارالمبية الدولية 2010 في آيندهوفن، هولندا، فازت مورتيمر بأربع ميداليات ذهبية وحققت خمسة أرقام قياسية عالمية. في نوفمبر من ذلك العام، حصلت على لقب أفضل سباحة بارالمبية لهذا العام في مسابقة السباحة الكبرى التي نظمتها جمعية السباحة الكندية.
في التجارب الكندية للسباحة الأولمبية والبارالمبية التي أقيمت في مونتريال في أبريل 2012، هدفت مورتيمر إلى خفض رقمها القياسي العالمي في سباق 50 متر سباحة حرة من 28.30 ثانية إلى حوالي 28.27 ثانية؛ حيث أنهت السباق في 28.17 ثانية. بين التجارب والألعاب البارالمبية، فازت بسباق 100 متر سباحة على الظهر في يوليو في كأس كندا؛ وقد فاجأت هذه النتيجة مورتيمر، التي واجهت «وقتًا عصيبًا» مع قدميها في الشهر السابق. وفي ذلك الشهر، فازت أيضًا بسباق 100 متر إس 10 للسيدات في سبيدو باراسومينغ كان-آم في وينيبيج.

#### دورة الألعاب البارالمبية في لندن

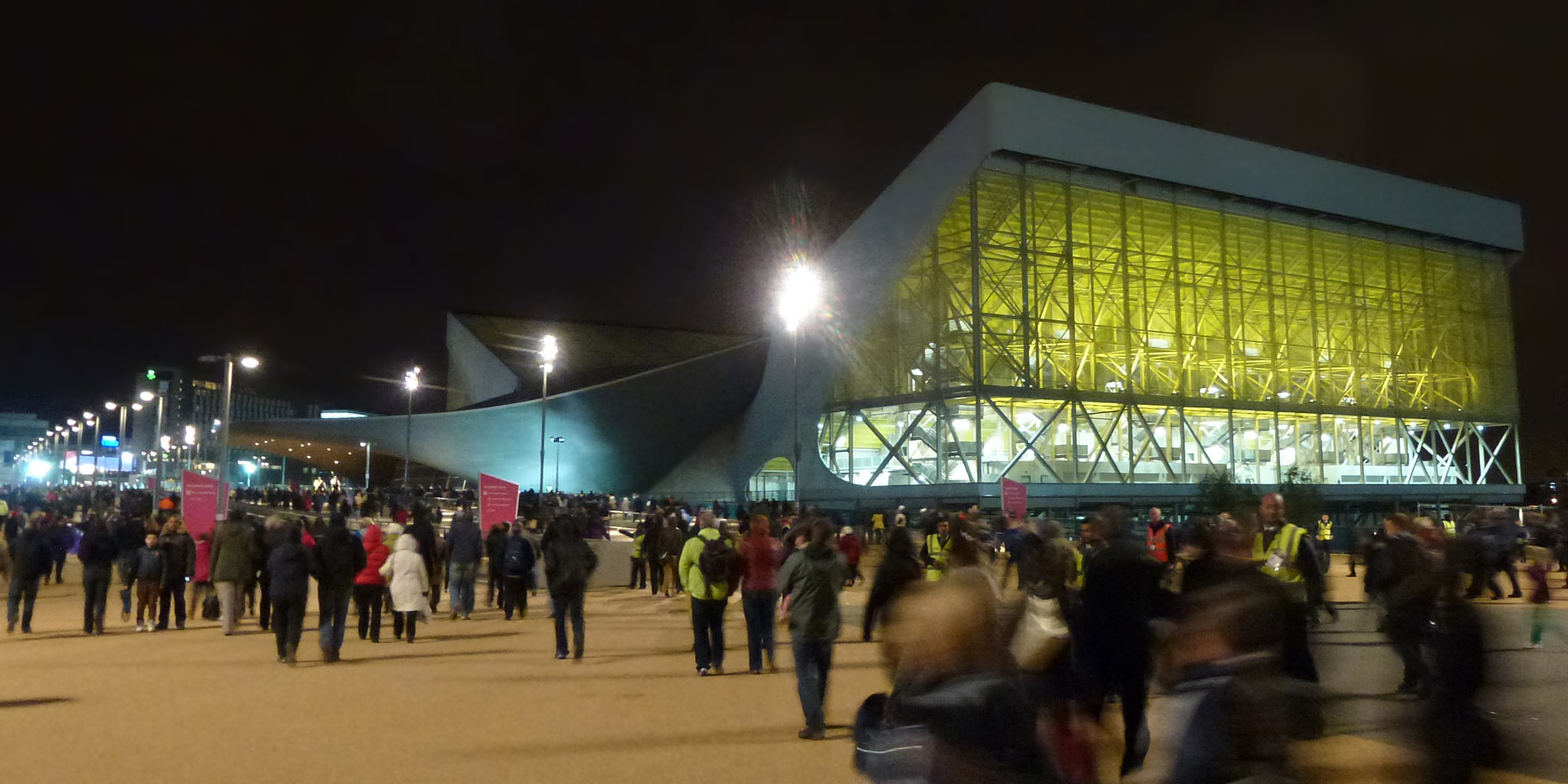
مركز لندن للألعاب المائية، حيث فازت مورتيمر بأربع ميداليات بارالمبية

تأهلت مورتيمر لستة أحداث إس إم 10 للسيدات في دورة الألعاب البارالمبية بلندن 2012 – سباق 200 متر فردي متنوع، و4 × 100 متر تتابع حرة 34 نقطة، و4 × 100 متر تتابع متنوع، و50 و100 متر سباحة حرة و100 متر سباحة ظهر – وكانت التوقعات بالنسبة لها عالية. في 30 أغسطس، اليوم الأول من المنافسة، فازت صوفي باسكوي من نيوزيلندا بسباق 200 متر فردي متنوع إس إم 10 ‏؛ وحصل مورتيمر على الميدالية الفضية. قبل نصف ساعة من بدء المنافسة، كانت مورتيمر «تبكي بحرقة»؛ وقالت لوكالة الصحافة الكندية، «وجودي هنا ومقابلتي لكل هؤلاء الأشخاص جعلني أدرك أنني ممتنة للغاية للتجربة التي مررت بها نتيجة لحادثي. لا أعلم إن كان هذا جزءًا من الرحلة التي كان من المفترض أن أسير فيها في الحياة، لكنني لن أتراجع عن ذلك مهما كلف الأمر». وفي اليوم التالي، فازت بالميدالية الذهبية في سباق 50 متر سباحة حرة إس 10 ‏ في زمن قياسي بلغ 28.10 ثانية. كان وقت مورتيمر أسرع بـ 0.07 ثانية من رقمها القياسي في تجارب أبريل، وأسرع بـ 0.14 ثانية من وقت باسكوي؛ دخلت السباق «منزعجة بعض الشيء» و«غاضبة من أي شخص كان سيأخذه مني».
في الجولة التمهيدية لسباق 100 متر سباحة على الظهر، ‏ حصلت مورتيمر على المركز الثالث، وكانت تأمل أن تكون بعيدة عن «الأشخاص الرئيسيين» في النهائيات للحفاظ على تركيزها. فازت بالميدالية الذهبية في النهائي يوم 4 سبتمبر، محققة رقما قياسيا عالميا قدره 1:05.90 بعد التغلب على تقدم باسكوي بنصف ثانية عند المنعطف. لاحظ مورتيمر أن وقتها كان أسرع من أفضل وقت لها وهي قادرة على الحركة.
في سباق 100 متر حرة ‏ (آخر سباق فردي لها) احتلت مورتيمر المركز الثالث، بفارق 0.69 ثانية خلف باسكوي والفرنسية إيلودي لوراندي؛ بينما احتلت الكندية أوريلي ريفارد المركز الرابع. كانت الميدالية البرونزية التي حصل عليها مورتيمر هي الميدالية الوحيدة التي حصلت عليها كندا في اليوم التاسع من المنافسة.
وكجزء من فريق السيدات الكنديات في سباق التتابع الحر 4 × 100 متر وسباق التتابع المتنوع 4 × 100 متر، لم تحصل مورتمير على أي ميدالية. على الرغم من أن فريقها في سباق التتابع الحر سجل 4:38.23 (أقل من الرقم القياسي الكندي لعام 2000 بفارق 0.22 ثانية)، إلا أنهم احتلوا المركز السابع في النهائيات. مع كاتارينا روكسون ومورجان بيرد وبريانا نيلسون في سباق التتابع المتنوع، احتل فريق مورتمير المركز السابع والأخير. كان وقتها 32.35 في سباق 50 مترًا و1:06.37 في سباق 100 متر هو الأسرع في منافساتها من الأحداث.[إخفاق التحقق] في أولمبياد 2012، كانت الميداليات الأربع التي حصل عليها مورتيمر هي الأكثر لأي رياضي كندي أو رياضي من ذوي الاحتياجات الخاصة.

#### بعد لندن
بعد آخر حدث فردي لمورتيمر في لندن، قالت إنها على الرغم من أنها كانت تنوي المحاولة من أجل بطولة العالم للألعاب المائية لعام 2013، وألعاب البارالمبية الأمريكية لعام 2015، والألعاب البارالمبية لعام 2016، إلا أنها تتقبل الحياة عامًا بعد عام. من أكتوبر 2012 إلى أبريل 2013 على الأقل، خططت لأخذ إجازة للتركيز على صحتها.
ظهر مورتيمر في موكب أبطال الأولمبياد في تورنتو. بالنسبة لهذا الحدث، تم منح الرياضيين البارالمبيين غرفًا في فندق على مشارف تورنتو بينما تم إيواء الرياضيين الأولمبيين في وسط المدينة وتلقوا الهدايا؛ وفي حفل العشاء، تم نقل الرياضيين البارالمبيين إلى غرفة طعام مختلفة. صرح متحدث باسم اللجنة البارالمبية الكندية لصحيفة ذا سبيكتاتور أن اللجنة بذلت جهودًا حثيثة خلال دورة الألعاب البارالمبية لإدراج رياضييها، ومع تمويلها المحدود لم تتمكن من تحمل تكاليف الامتيازات التي يتلقاها الرياضيون الأولمبيون.
كانت الرياضية سفيرةً لدورة الألعاب الأمريكية والألعاب البارالمبية لعام 2015، وألقت عروضًا تقديمية في المدارس. تتلقى مورتيمر أتعابًا مقابل هذه المشاركات، وكانت تأمل في كسب 3000 دولار أمريكي كرسوم للتحدث في عام 2012. ظهرت في برنامج بلاي أون!! على قناة سي بي سي. بطولة هوكي الشوارع في شلالات نياجرا، وساعدت في قرعة المركز الثاني في بطولة باتيسون الكندية الدولية، وظهرت في جلسات التصوير الدعائية.
شركة أرينا المصنعة لملابس السباحة التنافسية ترعى مورتيمر. في نوفمبر 2012، أعلنت علنًا عن الصعوبة التي واجهتها هي وعمها في العثور على رعاية منذ بطولة العالم 2010. وقالت مورتيمر إن الرياضيين البارالمبيين لم يحصلوا على جوائز مالية، على الرغم من آلاف الدولارات التي قدمتها الحكومة للفائزين الأولمبيين ومدربيهم. قالت لصحيفة هاملتون سبيكتاتور، «حصلنا على تهنئة حارة وملاحظة عمل جيدة من ستيفن هاربر. إنه أمر مزعج. صدقني، الانتقال من كوني رياضية قادرة على الحركة إلى لاعبة بارالمبية، يثير غضبي»، وأنها تتلقى 3000 دولار سنويًا كتمويل من الحكومة. شمل عودة مورتيمر إلى المسبح المشاركة في مسابقة السباحة البارالمبية كام آم في 9 أبريل 2014، حيث فازت بثلاث ميداليات ذهبية.

### السباحة البارالمبية في هولندا
في عام 2013، تقدمت مورتيمر بطلب للانتقال إلى المنتخب الوطني الهولندي؛ لأن والدتها من ذلك البلد، وهي تحمل جنسية مزدوجة. في يونيو 2014، ذكرت صحيفة هاميلتون سبيكتاتور هذا التغيير. على الرغم من أن التمويل اليومي في هولندا يشبه التمويل في كندا، إلا أن الأول يقدم جوائز مالية؛ في دورة الألعاب البارالمبية لعام 2012، كانت مورتيمر ستفوز بمبلغ 60 ألف دولار مقابل ميدالياتها الذهبية وحدها. ستتدرب في آمرسفورت.
حققت نجاحا في بطولة أوروبا للسباحة التابعة للجنة البارالمبية الدولية التي أقيمت في آيندهوفن في أغسطس 2014. بعد تحطيم الرقم القياسي لسباق 50 متر سباحة حرة للسيدات في تصفيات الصباح، نجحت مورتمير في خفضه مرة أخرى إلى 28.12 ثانية في النهائيات. وفي سباق 100 متر ظهراً إس 10، حطمت الرقم القياسي الأوروبي في تصفيات الصباح ومرة أخرى في النهائي. رغم فوزها بالميدالية الذهبية، صرّحت لموقع اللجنة البارالمبية الدولية: «أردتُ تحقيق رقم قياسي عالمي. لستُ راضيةً، ولستُ سعيدةً للغاية. لم يكن هذا السباق مثاليًا. لكن هذا كان مقياسًا لمعرفة أين وصلتُ.»

### الجوائز
الرذاذ الكبير (من سباحة كندا)
- 2011: أفضل سباحة بارالمبية لهذا العام؛ وكان والدها مدربًا بارالمبية لهذا العام[38]
- 2012: سباحة العام البارالمبية في تسمانيا[39][40]

جائزة أونتاريو الرياضية (من تحالف الرياضة في أونتاريو)
- 2011: رياضية العام من ذوي الإعاقة[3][note 2]
- 2012: رياضية العام من ذوي الإعاقة؛[25][41] وكان مدربها، ريج تشابيل، هو المدرب الذكر للعام.[42]

ميدالية اليوبيل الماسي للملكة إليزابيث الثانية (2012)
تم ترشيح مورتيمر وميليسا تانكريدي وكوري كوناتشر لجائزة أفضل رياضية في العام 2013 من جوائز حدوة الحصان الذهبية لسكان هاميلتون أو برلنغتون. فازت تانكريدي. أدرج الكاتب ديف فيشوك من صحيفة تورنتو ستار مورتيمر كأحد المتنافسين على جائزة لو مارش لعام 2012 (التي فازت بها كرستين سينكلير).

## مسيرة الفنون والإذاعة
في عام 2012، قامت مورتيمر بتوضيح كتاب الليلة التي قابلت فيها الرجل المخيف، الذي كتبته شقيقتها التوأم جوليا، وأنشأت جداريات.
في عام 2012، تم تضمين عمل مورتيمر في معرض الفن الرياضي الكندي لدعم المواهب، وهو معرض لجمع التبرعات في معرض جين روس في تورنتو. كان أول معرض فني فردي لها في مقهى ومعرض ستيشن في عام 2015.
بعد مسيرتها في السباحة، ركزت مورتمير على الفنون، بما في ذلك الفنون البصرية والفنون المسرحية، لتصبح متخصصة في الأداء الصوتي في كلية موهوك. اكتشفت شغفها بالمسرح عندما كانت تعمل كمدربة صوتية ومساعد مخرج موسيقي في مسرح الطلاب في برلنغتون. في عام 2020، كانت عضوًا في فريق عمل مسرحية متجر الرعب الصغير من إنتاج إنتاجات مسرح دروري لين.
كانت مرشحة لجائزة مدينة هاملتون للفنون لعام 2019، لجائزة الفنون الإعلامية الناشئة.
عملت مورتيمر كممثلة أميرة لشركة الترفيه أجمل إلى الأبد.
في عام 2021، تم تعيين مورتيمر كمراسلة بجانب حمام السباحة لمنافسات الألعاب المائية في الألعاب الأولمبية، ومحللة استوديو لبث الألعاب البارالمبية على سي بي سي وإيه إم آي-تي في. عادت للمشاركة في استضافة فقرات الاستوديو مع سكوت راسيل لحفل الافتتاح والختام وبرامج الأحداث اليومية، خلال دورة الألعاب البارالمبية الشتوية لعام 2022. من عام 2024 إلى عام 2025، كانت مضيفة لقناة سبورتس نت.

## الحياة الشخصية
في نوفمبر 2008، بعد فترة وجيزة من تجارب الترامبولين الأولمبية، أخطأت مورتيمر البالغة من العمر 15 عامًا حفرة الإسفنج بعد القفز على ترامبولين صغير وسقطت من ارتفاع 15 قدم (4.6 م) على لوحة خرسانية؛ والداها، المتفرجون في المسابقة، شاهدوا الحادث. لقد تحطمت عظام قدميها، واقترح الأطباء أنها لن تستطيع الوقوف مرة أخرى أبدًا. كان البتر احتمالاً وارداً، على الرغم من أن مورتيمر لم تُعلم بذلك إلا في عام 2011.
أمضت ستة أشهر على كرسي متحرك و18 شهرًا أخرى على العكازات. تحتوي قدم مورتيمر اليمنى على ستة مسامير ولوحة، وتحتوي قدمها اليسرى على مسمارين؛ كاحليها يؤلمانها باستمرار، وتتعرض أحياناً للتصلب. أثناء دورة الألعاب البارالمبية، أخبرت الصحافة الكندية أن قدميها «تقتلانها»، وأن حالتها تتدهور. عندما تم إزالة جبيرة مورتيمر، كانت إعادة تأهيلها للمشي تتم في الماء، وهي تعتقد أنها لن تكون قادرة على المشي بدون إعادة التأهيل المائي. قبل الإصابة، كانت تقوم بـ 10 جلسات أسبوعيًا في المسبح (السباحة 6–7 كيلومتر (3.7–4.3 ميل) في كل جلسة) بالإضافة إلى تدريبات الأثقال والجري. بعد الحادث، كان الحد الأقصى الأسبوعي الذي تقطعه في مسبح واي إم سي إيه المحلي تتراوح 30 إلى 40 كيلومتر (19 إلى 25 ميل) وأربع جلسات في غرفة الأثقال. لا تظهر إعاقتها عادةً بشكل واضح للمشاهدين، ووفقًا للصحافة الكندية فإنها تمشي «بطريقة طبيعية إلى حد ما».
اختارت مجلة سبورتس نت مورتيمر لتكون في عددها الصادر عام 2013 بعنوان «جمال الرياضة»، وتم تصويرها في لاس فيغاس وهي ترتدي بيكيني. كانت تأمل في زيادة الاهتمام بالرياضة البارالمبية والاحتفال بأجساد جميع الرياضيين.
وهي خريجة مدرسة ويستمونت الثانوية. تم تسميتها على اسم سمر ساندرز، وهي سباحة أوليمبية أمريكية فازت بأربع ميداليات (اثنتان ذهبيتان وواحدة فضية وواحدة برونزية) في دورة الألعاب الأولمبية الصيفية عام 1992 في برشلونة، قبل عام واحد من ولادتها.

## الهوامش
1. ↑  تأهلت مورتيمر في تجارب السباحة البارالمبية الكندية للحصول على منحة دراسية من مجموعة المستثمرين[الإنجليزية]. ("Summer Mortimer awarded 2012 Team Investors Group Amateur Athletes Fund Bursary". Swimming Canada. Ottawa ON. 15 مايو 2012. مؤرشف من الأصل في 2012-05-18. اطلع عليه بتاريخ 2012-09-01.)
2. ↑  تم ترشيح والد مورتيمر لجائزة أفضل مدرب لهذا العام من جائزة أونتاريو الرياضية، لكنه خسر أمام أنتوني ماكلياري، مدرب ألعاب القوى. (موكو، "ضربات مختلفة".صحيفة هاميلتون سبيكتاتور.)
3. ↑  تم منح الميدالية لمورتيمر والرياضيين الكنديين الآخرين المتنافسين في دورة الألعاب الأولمبية 2012 ودورة الألعاب البارالمبية 2012. (الرياضيون العائدون من دورة الألعاب الأولمبية في لندن يحظون باستقبال الأبطال في البرلمان).صحيفة هاميلتون سبيكتاتور.)

## وصلات خارجية
- سمر مورتيمر في اللجنة البارالمبية الدولية
- Summer Mortimer at the Canadian Paralympic Committee على موقع واي باك مشين (نسخة محفوظة mdy)
- The Mortimer Twins book website على موقع واي باك مشين (نسخة محفوظة mdy)
- Official website على موقع واي باك مشين (نسخة محفوظة mdy)